# SOMT University of Physiotherapy
SOMT University of Physiotherapy is een private onderwijsinstelling voor hoger onderwijs in Nederland gevestigd in Amersfoort. De instelling verzorgt voltijdopleidingen en nascholing (hbo, wo, Bachelor en Master) op het gebied van het bewegingsapparaat. De instelling richt zich naast onderwijs ook op fundamenteel en op klinisch georiënteerd onderzoek. Ze werkt daarvoor samen met bedrijven op het gebied van medische technologie, medische hulpmiddelen en voeding. Het onderzoek wordt uitgevoerd door de aan de instelling verbonden wetenschappers.
SOMT is een afkorting van Stichting Opleiding Musculoskeletale Therapie.
Het gebouw van SOMT aan de Softwarelaan is ontworpen door agNova Architecten uit Amersfoort.

## Opleidingen
SOMT University of Physiotherapy biedt fysiotherapie opleidingen op HBO- en WO-niveau aan:
- HBO Master Manuele Therapie
- HBO Master Sportfysiotherapie
- HBO Master Bekkenfysiotherapie
- HBO Master Fysiotherapie in de Geriatrie
- HBO Master Musculoskeletale Echografie
- WO Bachelor Fysiotherapie

De opleidingen zijn erkend door de Nederlands-Vlaamse Accreditatieorganisatie (NVAO).
Naast deze opleidingen biedt de instelling nascholing in de vorm van cursussen en masterclasses aan. Deze zijn erkend door het Koninklijke Nederlands Genootschap voor Fysiotherapie en het Keurmerk Fysiotherapie.